# Мугай-рю
Мугай-рю (яп. 無外流) — классическое японское боевое искусство (корю), основанное в 1690-х годах мастером по имени Цудзи Гэттан Сукэмоти (яп. 辻月丹資茂).

## История
Школа Мугай-рю была создана в 1690-х годах (различные источники сообщают разные даты основания: 1680, 1693 и 1695) мастером по имени Цудзи Гэттан Сукэмоти (1648 года рождения), вторым сыном в семье самурая из деревни Миямура-адза, расположенной в нынешней префектуре Сига. В возрасте 13 лет Цудзи Гэттан отправился в Киото изучать искусство фехтования в школе Ямагути-рю под руководством мастера Ямагути Бокусинкая. К 26 годам он получил мэнкё кайдэн, после чего отправился в Коисикаву (город Эдо), где открыл додзё и преподавал техники школы Ямагути-рю.
Для того, чтобы тренировать, развивать и улучшать свои дух, разум и тело, Цудзи Гэттан отправился обучаться дзэну и изучать классическую китайскую литературу по духовным практикам к монаху Сэкитану Рёдзэну (яп. 石潭良全) в храм Кюкодзи (яп. 吸江寺). В возрасте 32 лет он достиг просветления и получил от своего учителя официальное стихотворение, взятое из буддийских писаний, в качестве признания и доказательства его достижений:
一法実無外 (Ippō jitsu mugai)
乾坤得一貞 (Kenkon toku ittei)
吸毛方納密 (Suimo hō nomitsu)
動着則光精 (Dōchaku soku kōsei)
Нет ничего другого, кроме Одного Истинного Пути
Небо и Земля питают в нём силы
Перья дрожащие знают секрет
Успокоиться в волнении — быть просветлённым и чистым
Цудзи Гэттан использовал слово «Мугай» из этого стихотворения в качестве названия своей школы фехтования.
В связи с 20-летней духовной практикой, Гэттан был известен не только как мастер меча, но и как просвещённый философ и учёный. Существуют записи, утверждающие о том, что в числе его учеников находились Огасавара Садо-но-ками Нагасигэ, очень влиятельный феодал; Сакаи Кангэю Тадатака, крупный феодал из замка в Маэбаси; Яма-но-ути Тоямаса, феодал из Тоси, а также большое число влиятельных самураев, вассалов сёгуна и так далее. Однако из-за пожара 1695 года в Эдо, в котором сгорел дом Гэттана, установить точное число его учеников не представляется возможным, но тем не менее известно, что к 1710 году в число его последователей входили 32 домохозяйства крупных феодалов, 156 представителей высокого ранга, а также 930 иных учеников.
Гэттан проживал жизнь в качестве искателя истины, поэтому он иногда отказывался от должности главного инструктора для различных даймё. Однако известно, что он отправил своего племянника, второго главу школы, Цудзи Ухэита в Сакаи для работы в качестве ведущего инструктора клана Умаябаси (впоследствии переименованный в клан Химэдзи). Он также рекомендовал своего приёмного сына, Цудзи Кимата Сукэхидэ (яп. 都治記摩多資英), который позже станет третьим сокэ школы, как инструктора фехтования в семью Яманути в княжество Тоса.
Считается, что изначально стиль Мугай-рю являлся школой кэндзюцу. На сегодняшний день, Мугай-рю больше известна как направление иайдзюцу. Это изменение в акцентах произошло в середине периода Эдо. Такахаси Хатисукэ Мицусукэ и его младший брат Хидэцу изучали Мугай-рю под предводительством 4-го сокэ Цудзи Бундзаэмона Сукэтака. В то же время они практиковали Дзуко-рю Иай у Ямамуры Масасигэ. Эти двое, ставшие хорошими мастерами и достигнув высшего уровня в школе, и принесли многочисленные практики «иай» в Мугай-рю.
После смерти 11-го сокэ, Накагавы Сирю Синъити, школа Мугай-рю перестала иметь официального наследника и разделиласо на множество ответвлений (большое число мастеров получили мэнкё кайдэн).

## Программа обучения
Программа школы Мугай-рю включает три формы физического воспитания (ката, кумитачи и тамэсигири), а также психологическую подготовку.
Ката отрабатываются как попарно, так и в одиночку.
Для отработки техник с оружием новички изначально применяют деревянные имитации мечей, а позже переходят к реальным. Только после обретения определённых навыков ученик переходит к практике тамэсигири. Кроме того, существуют определенные методики для людей с ограниченными возможностями.

### Базовое оснащение
Для тренировок ученик обязательно должен иметь:
- Кэйкоги / уваги — куртка, верхняя одежду;
- Хакама — тренировочные брюки;
- Оби — пояс;
- Таби — специальные короткие носки, обувь.

Для отработки техник школы Мугай-рю с использованием оружия необходимы:
- Иайто — незаточенный металлический меч (как правило из алюминия);
- Бокуто или Боккэн — деревянный меч;
- Кодати или Вакидзаси-бокуто — короткий деревянный меч;
- Синкэн — заточенный, реальный меч (для практики тамэсигири.

### Базовая техника (ветки Мейшиха)
Обучение Мугай-рю начинается с изучения Кихон и Субури:
Субури состоит из:
1. Мако Гири — вертикальный рез;
2. Кэса Гири Са — диагональный рез под углом 30 градусов с верхнего правого угла;
3. Кэса Гири Ю — диагональный рез под углом 30 градусов с верхнего левого угла;
4. Гяку Кэса Гири — рез под 45 градусов с нижнего левого угла;
5. Ёкоити гири — горизонтальный рез на уровне груди.

Кихон Мугай-рю разделяется на три основные элемента:
1. Кихон ити — «первая базовая техника»;
2. Кихон ни — «вторая базовая техника»;
3. Кихон сан — «третья базовая техника».

Каждая из вышеперечисленных базовых техник подразделяется на:
1. Мааи — интуитивное ощущение расстояния до противника;
2. Нуки-цукэ — выхватывание меча;
3. Кири-цукэ — рез;
4. Тибури — очищение клинка, стряхивание крови;
5. Ното — возврат меча в ножны;
6. Дзансин — очищение сознания, сохранение внимания, готовность к атаке.

### Мугай-рю Иайдо ката
Мугай-рю является очень пуристическим стилем. Он отказывается от различных излишних движений тела и меча, ориентируясь на профессиональную эффективность.
В Мугай-рю практикуется 20 иайдо ката:
- Гоё (яп. 五用):
  1. Син (яп. 真);
  2. Рэн (яп. 連);
  3. Са (яп. 左);
  4. Ю (яп. 右);
  5. Ся (яп. 捨).
- Гока (яп. 五箇):
  1. Суйгэцу (яп. 水月);
  2. Интюё (яп. 陰中陽);
  3. Ётюин (яп. 陽中陰);
  4. Хибики Гаэси (яп. 響き返し);
  5. Хадзуми (яп. 破図味).
- Гоо (яп. 五応):
  1. Мунадзукуси (яп. 胸尽くし);
  2. Энъё (яп. 円要);
  3. Риогурума (яп. 両車);
  4. Ноокури (яп. 野送り);
  5. Гёкко (яп. 玉光).
- Хасиригакари (яп. 走り懸り):
  1. Маэгоси (яп. 前腰);
  2. Мусогаэси (яп. 夢想返し);
  3. Маваригакари (яп. 回り懸かり);
  4. Мигинотэки (яп. 右の敵);
  5. Сино (яп. 四方).

## Генеалогия
Первыми 5 сокэ школы Мугай-рю являются:
| Поколение | Глава школы                        | Ветвь |
| 1         | Цудзи Гэттан Сукэмоти              | Эдо   |
| 2         | Цудзи Ухэита (?—1742)              | Эдо   |
| 3         | Цудзи Кимата Сукэхидэ (?—1761)     | Эдо   |
| 4         | Цудзи Бундзаэмон Сукэтака (?—1787) | Эдо   |
| 5         | Цудзи Кимата Сукэюки (?—1812)      | Эдо   |
После Цудзи Кимата Сукэюки основная линия передач разделилась на две ветви: Эдо и Химэдзи (исходя из названия города Химэдзи, где обосновалась вторая ветвь):
| Поколение | Глава школы               | Ветвь | Глава школы                            | Ветвь   |
| 6         | Цудзи Бундзаэмон Сукэнобу | Эдо   | Такахаси Хатисукэ Мицусукэ (1750—1809) | Химэдзи |
| 7         | Цудзи Кинитиро Ёсисигэ    | Эдо   | Такахаси Тацудзо Мицухару (1784—1835)  | Химэдзи |
| 8         | Цудзи Кимата Сибаока      | Эдо   | Такахаси Хатисукэ Сигэюки (1816—1880)  | Химэдзи |
| 9         | Цудзи Камэгоро Садатоку   | Эдо   | Такахаси Тэцуо Такэсигэ (1830—1876)    | Химэдзи |
Считается, что линия Эдо прекратила своё существование со смертью 9-го сокэ школы, однако Мугай-рю продолжал распространяться в городе Химэдзи.
Такахаси Хатисукэ Мицусукэ родился в доме клана Сакаи (где впоследствии выступал в качестве официального инструктора иайдзюцу) и был старшим сыном Такахаси Сёэ Акисигэ. Он обучался техникам Мугай-рю у Цудзи Бундзаэмона Сукэнобу. Через некоторое время Такахаси Хатисукэ стал 6-м сокэ, имеющим мэнкё кайдэн, и сформировал линию Химэдзи Мугай-рю. В этом направлении школа передавалась далее через его наследников. Следующими патриархами школы являлись:
| Поколение | Глава школы                      | Организация          |
| 10        | Такахаси Кютаро Коун (1859—1940) | Дай Ниппон Бутокукай |
| 11        | Накагава Сирю Синъити            | Иайдо Рэнмей         |
Линия Химэдзи длилась вплоть до 11-го сокэ Накагавы Сирю Синъити. Однако, перед смертью, Накагава сэнсэй не назначил официального преемника (по этой причине многие считают, что он был последним легитимным главой школы). Ещё при жизни он сформировал школу, из которой выпустилось множество учеников, продолживших дело Сирю Синъити. Мэнкё кайдэн Мугай-рю получили:
- Сэга Ёсиюки;
- Кониси Син;
- Танэмори Акитада;
- Фудзимура Митио;
- Накатани Масая;
- Фурухата Кимиюки;
- Накатани Такахаси.

Накатани Такахаси, который считается 12-эм сокэ школы, продолжил традицию передач знаний Мугай-рю следующим поколениям:
| Поколение | Глава школы                     | Организация                 |
| 13        | Сираи Рётаро (1925—1995)        |                             |
| 14        | Тода Мотохиса (1923—1996)       |                             |
| 15        | Окамото Ёсихару (1920—)         | Всеяпонская Федерация Кэндо |
| 16        | Кониси Мисакадзу (1933—)        | Химэдзи Иайдокай            |
| 17        | Нагасава Масао                  |                             |
| 18        | Ниина Тоёаки Гёкудо (род. 1948) |                             |
Текущем главой Мугай-рю является Окадзаки Хирото.. Помимо него знания школы Мугай-рю распространяют и другие различные учителя.
На данный момент единой Общероссийской Федерации мугай-рю не существует. Есть ряд направлений самыми крупными из которых является Федерация мугай-рю России, которую возглавляет Нестеренко Александр Васильевич (5 дан мугай-рю), Российское представительство общества "Хосёкай" возглавляемое Петрыгиным Сергеем Борисовичем (4 дан мугай-рю) и Горбылевым Алексеем Михайловичем (4 дан мугай-рю).
Данные организации работают работают в составе международных федераций, проводят семинары и аттестации под руководством глав своих школ.
5 юбилейный семинар по мугай-рю прошел  с 1 по 2 сентября 2018 г. под руководством сенсея Кацумото Кубота (8 дан мугай-рю) в Подмосковном СПА отеле "Свежий ветер".
Участвовали руководители филиалов и лучшие ученики из Казахстана, Сибири и других регионов России.